# كاكاشي هاتاكي

هاتاكي كاكاشي (باليابانية: はたけカカシ، بالروماجي: Hatake Kakash) شخصية من الشخصيات الرئيسية في مانغا وأنمي ناروتو وهو أستاذ الفريق السابع الذي يضم ناروتو أوزوماكي وساسكي اوتشيها وساكورا هارونو، يعتبر كاكاشي من أقوى الشخصيات في الأنمي، كما أن والده هو أحد أبطال قرية كونوها ويلقب بناب كونوها الأبيض.
تخرج كاكاشي من أكادمية النينجا حينما كان في الخامسة من عمره، وقام باجتياز امتحان الشونين في السنة التالية. بعد تخرجه من الأكاديمية، انضم كاكاشي إلى فريقه، مع أوبيتو أوتشيها ورين، وكان معلمهم ميناتو الذي أصبح بعد ذلك الهوكاجي الرابع. يذكر بأن العلاقة بين كاكاشي وزملائه في الفريق كانت تشبه جداً العلاقة بين ناروتو وساسكي وساكرا.

## أحداث الشخصية في المسلسل
أثرت وفاة والد كاكاشي على حياته وطريقة اتخاذ قراراته في أرض المعركة، حيث أن والده كان قد اتخذ في أرض المعركة قراراً مضاداً لقوانين القتال في سبيل إنقاذ فريقه، مما تسبب في خسارة جسيمة لكونوها. وبدل أن يستقبل الناب الأبيض بالشكر لإنقاذه زملائه من الموت، اتهم بإلحاق العار بقريته، فلم يحتمل الناب الأبيض حياة الذل فقرر قتل نفسه ليتخلص من العار. تلك الحادثة جعلت كاكاشي مصمماً على عدم كسر القوانين مهما كانت الظروف. ولكن حدثاً آخر في حياة كاكاشي أثر جذريا على طريقة تفكيره تلك، فما كان منه إلا أن يغير طريقة تفكيره وأسلوب اتخاذ قراراته. الحادث هو مهمة تفجير جسر كانابي حيث أمر فريق مكون من كاكاشي وأوبيتو أوتشيها ورين بقيادة ميناتو (الهوكاغي الرابع) بتفجير جسر بإيواغاكوري (القرية المخفية في الصخر) وينقسم الفريق فميناتو يذهب وحده بينما تذهب رين وكاكاشي مع أوبيتو لكنهما يتعرضون لفخ في كهف وينهار عليهم وتكاد صخرة تقضي على كاكاشي لكن ينقذه أوبيتو مضحيا بحياته ويعطيه عين الشارينغان خاصته ويأتمنه على حياة رين لأنه كان يحبها ويخرج كاكاشي ورين من هناك ويذهبان لإتمام المهمة لكن يتلقى لهم المزيد من الشينوبي ويستعمل كاكاشي الكوناي الخاصة بميناتو ويستدعيه ويقضي على كل الشينوبي ويتم من المهمة وتنتهي الحرب الثالثة للشينوبي، لكن يتضح أن أوبيتو أوتشيها لم يمت فقد أنقذه مادارا أوتشيها وإستغله لتأسيس منظمة الأكاتسكي ويجمعون وحوش البيجو وتندلع حرب الشينوبي الرابعة ويكتشف كاكاشي بأن أوبيتو أوتشيها لا يزال حيا ويود قتاله لأنه لم يوفي بالأمانة التي عهدها إليه ويتعاركان ولكن بفضل ناروتو يقتنع أوبيتو بالعكس لكن بعد فوات الأوان ويقرر منح كاكاشي عينه الأخرى وبذلك يمتلك كاكاشي السوسانو الكاملة وينتصر هو وفريقه في الحرب وأصبح تاليا هو الهوكاغي السادس.
من العلامات المميزة لكاكاشي هو ارتدائه القناع في كافة الأوقات منذ أن كان صغيرا. من هواياته قراءة روايات نعيم المغازلة التي يكتبها السانين جيرايا، وهو لا يمل من قرائتها، وغالباً ما نراه بالأنمي بوضعيته المشهورة وهي الوقوف ووضع اليد اليسرى في جيبه والأخرى يمسك بها الكتاب ويقرأه ولم يعد يخبأ عينه اليسرى بحامية جبينه بعد أن إمتلك السيطرة الكاملة بعد أحداث الحرب الرابعة للشينوبي.
لديه الجوتسو الخاصة به وهي شيدوري والتي علمها لأوتشيها ساسكي وسيف الأماتيراسو والسوسانو الكاملة.
كاكاشي لديه منافس وهو مايت غاي مدرب فريق روك لي وهيوجا نيجي وتن تن.

## فريق ميناتو ومهمة جسر كانابي
يتألف فريق ميناتو من كاكاشي هاتاكي، اوبيتو أوتشيها، والنينجا الممرضة رين. العلاقة بين كاكاشي وأوبيتو ورين تشبه إلى حد قريب العلاقة بين ناروتو وساسوكي وساكورا. أثناء حرب عالم النينجا الثالثة، أسند إلى فريق ميناتو مهمة تفجير جسر كانابي لينقذ بلدة وليغزوا بلدة أخرى بنفس الوقت. كان يومها هو اليوم الذي تمت فيه ترقية كاكاشي إلى مرتبة الجونين. أهداه يومها معلمه ميناتو كوناي خاصة، وأهدته رين معدات طبية صغيرة للطوارئ، بينما نسي أوبيتو أن يجلب له هدية بتلك المناسبة.

الكوناي التي اهداها ميناتو إلى كاكاشي

أثناء أداء المهمة، أمر ميناتو أعضاء فريقة بالبقاء في مكانهم لمراقبة البلدة المراد غزوها. ترك ميناتو أعضاء فريقه لينقذ البلدة الأولى وفي تلك الأثناء اكتشف الأعداء وجود النينجا الثلاثة المرابطين فقرروا خطف الفتاة (الخيار الأسهل) وبعد معركة قصيرة تم خطف رين لاستجوابها وتُرك أوبيتو وكاكاشي لمواجهة مصيرهم. يقرر كاكاشي عدم اللحاق برين وخاطفيها وذلك بسبب مبدئه الذي ينص على عدم كسر القوانين. ولكن بعد شجار حاد مع أوبيتو الذي كان له رأيه إنقاذ رين لأنها جزء من الفريق، يفترق الاثنان حيث يبقى كاكاشي مرابطا في مكانه طبقا لأوامر ميناتو ويذهب أوبيتو لإنقاذ رين.
بعد تفكير عميق، يقرر كاكاشي اللحاق بأوبيتو الذي التقى بالأعداء وحاول القتال معهم. يصل كاكاشي في الوقت المناسب وينقذ الموقف ولكنه في أثناء القتال يصاب في عينه اليسرى يفقد بصره بها. يعالج الاثنان الجرح بالأدوات الطبية التي اهدتها رين إلى كاكاشي ويهربان إلى مكان آمن، ولكن أحد الأعداء يباغتهم ويهاجمهم. في تلك اللحظة تستفيق عيون الشارينغان الخاصة بأوبيتو ويقوم بإنقاذ صديقه كاكاشي من الموت المحتم.
يتابع كاكاشي وأوبيتو البحث عن رين حتى وجدوها في كهف وانقذوها، ولكن الأعداء قامو بتفجير الكهف بينما كان النينجا الثلاثة بداخله. أثناء هربهم من الانفجار، تقع صخرة كبيرة على أوبيتو تتسبب في منعه من الحراك. يحاول كاكاشي ورين إنقاذه ولكن دون جدوى. يعلم أوبيتو أن هذه هي لحظاته الأخيرة في الحياة، فيطلب من رين أن تنقل إحدى عينيه (الشارينغان) إلى كاكاشي بدل عينه المفقوءة قائلا انها هديته إلى كاكاشي بمناسبة ترقيته إلى جونين. يترك كاكاشي ورين صديقهم أوبيتو على مضض كي ينقذوا انفسهم. يتذكر كاكاشي الكوناي الخاصة التي أهداه إياها معلمه، فيلقيها على الأعداء مما ينبه ميناتو إلى أن فريقه في خطر فيظهر بسرعة لينقذ الموقف.
ينجح الفريق بتنفيذ مهمة تفجير الجسر، ويعودون إلى كونوها ليخلدوا ذكرى أوبيتو بكتابة اسمه على النصب التذكاري الخاص بأبطال كونوها.

## شرينغان كاكاشي

مانغيكيو شارينغان الخاصة بكاكاشي

حصل كاكاشي على الشارنغان عن طريق أخذ عين صديقه اوبيتو الذي هو من عائلة الأوتشيها بعد أن قارب على الهلاك وقامت رين بإجراء العملية له بسبب أن كاكاشي فقد عينه اليسرى بعد ما جرحت من قبل أحد أعدائه.
بفضل عين الشارينغان استطاع كاكاشي استخدام 5 عناصر من الطبيعة وهي:
- عنصر الرياح
- عنصر الضوء
- عنصر الأرض
- عنصر النار
- عنصر الماء

واستطاع أن ينسخ 1000 تقنية من أعدائه لذا تم تلقيبه بالنينجا الناسخ

## روابط خارجية
- كاكاشي هاتاكي على موقع ميوزك برينز (الإنجليزية)